# Eulamprus
Genre
Eulamprus est un genre de sauriens de la famille des Scincidae.

## Répartition
Les espèces de ce genre sont endémiques d'Australie.

## Liste des espèces
Selon The Reptile Database (9 août 2013) :
- Eulamprus heatwolei Wells & Wllington, 1983
- Eulamprus kosciuskoi (Kinghorn, 1932)
- Eulamprus leuraensis Wells & Wellington, 1983
- Eulamprus quoyii (Duméril & Bibron, 1824)
- Eulamprus tympanum (Lönnberg & Andersson, 1915)

## Publication originale
- Fitzinger, 1843 : Systema Reptilium, fasciculus primus, Amblyglossae. Braumüller et Seidel, Wien, p. 1-106 (texte intégral).